# Stephan Müller (Germanist)
Stephan Müller (* 15. Januar 1967 in Rosenheim) ist ein deutscher Germanist. Er ist Universitätsprofessor für Ältere deutsche Sprache und Literatur an der Universität Wien.

## Wissenschaftlicher Werdegang
Nach dem Abitur 1988 studierte Stephan Müller an der Ludwig-Maximilians-Universität München Germanistik, Romanistik und Geschichte, das er 1994 mit dem Magister Artium abschloss.
Weitere Stationen waren:
- 1997 Promotion an der LMU München.
- 2002 Habilitation an der TU Dresden.
- 2002 Oberassistent an der LMU München.
- 2002/03 Vertretung einer Professur an der Universität Konstanz.
- 2003/04 Vertretung einer Professur an der TU Dresden.
- 2005–2010 W3-Professur für deutsche Sprache und Literatur des Mittelalters an der Universität Paderborn.

Seit August 2010 ist Müller Professor für Ältere deutsche Sprache und Literatur am Institut für Germanistik der Universität Wien.
2013 lehnte er einen Ruf auf eine Professur an der Universität Hamburg, 2015 einen Ruf auf eine Professur an der Universität Paderborn ab.
2014/2015 bekleidete Müller die Wolfgang-Stammler-Gastprofessur an der Universität Freiburg (Schweiz).
Seine Forschungsschwerpunkte sind die Althochdeutsche Sprache und Literatur, Heldensage und Heldendichtung, Theorie und Geschichte der Überlieferung, Theorie und Geschichte der Schrift und die historische Erzählforschung.

## Funktionen in der akademischen Selbstverwaltung
Müller war von 2016/17–2021/22 Vize-Dekan an der Philologisch-Kulturwissenschaftlichen Fakultät der Universität Wien, seit 2022/23 bekleidet er ebenda die Funktion des Dekans.